# Roman Runkel
Roman Runkel (* 1961) ist ein deutscher Gastronom und gehört seit Januar 2020 zu den „Händlern“ bei Bares für Rares.

## Leben
Runkel führte um 1985 einen Gastronomiebetrieb in Koblenz; seit 2006 betreibt er als Geschäftsführer eine Gastronomie und einen „Colonialladen“ auf dem Gelände der ehemaligen Steffens-Brauerei (heute Alte Brauerei im Kasbachtal) bei Kasbach nahe Linz am Rhein.
Runkel ist Sammler von alten Objekten rund um die Themen Zirkus und Kirmes sowie Essen und Trinken. Seine Sammlung an historischen Werbeschildern und Dosen ist die größte derartige öffentlich zugängliche Sammlung in Deutschland. Seit Januar 2020 tritt Runkel im „Händlerraum“ der ZDF-Sendung Bares für Rares auf.